# Santia concavata
Santia concavata är en kräftdjursart som först beskrevs av Alberto Carvacho1977.  Santia concavata ingår i släktet Santia och familjen Santiidae. Inga underarter finns listade i Catalogue of Life.